# Entertainment Weekly
Az Entertainment Weekly amerikai heti magazin, amelyet a WarnerMedia (Time Warner) kiadó jelentet meg. Főleg a populáris kultúrával, hírességekkel, színház-, film- és zeneajánlókkal foglalkozik.

## Története
Első kiadása 1990. február 16-án jelent meg, és hamar népszerűvé vált: 2003-ban már heti 1,7 millió példányban jelent meg.
Eredetileg a People testvér-magazinja volt. Az EW első kiadása 1990. február 16-án jelent meg.
Az lap alapítói Jeff Jarvis és Michael Klingensmith. Utóbbi az újság tulajdonosaként is szolgált 1996 októberéig. 1996-ban a magazin elnyerte a National Magazine Awardot. 2002-ben újból elnyerte ezt a díjat.